# Long Distance
「Long Distance」（ロング ディスタンス）は、COLORの12枚目のシングル。2009年1月28日にrhythm zoneから発売。

## 概要
前作「With you〜Luv merry X'mas〜」から1カ月後のシングル。「CD+DVD」「CDのみ」の2形態で発売。COLOR名義のシングルは本作が最後である。
DVDには表題曲「Long Distance」のミュージックビデオとメイキングを収録。

## 収録曲
CD
1. Long Distance
作詞：TAKA、作曲：Hitoshi Harukawa
日本テレビ系『スッキリ!!』2009年1月度エンディングテーマ
2. White Story
作詞：TAKA、作曲：Face 2 fAKE
3. Long Distance (Instrumental)
4. White Story (Instrumental)

DVD
1. Long Distance (Video Clip)
2. Long Distance (Making映像)